# Възраждане (партия в Молдова)
Вижте пояснителната страница за други значения на Възраждане.
Възраждане (на румънски: Renaștere) е лява русофилска политическа партия в Молдова. Основана е през 2011 г. от бившия министър-председател Вадим Мишин.

## История
На 20 октомври 2011 г. е проведен учредителен конгрес на партията, на който за председател на партията е избран Вадим Мишин (бивш министър-председател на Молдова), Василе Тарлев за съпредседател и Олег Бабенко за заместник-председател. На конгреса присъстват 212 делегати от 28 райони на Молдова. След смъртта на Мишин през 2016 г., председател на партията става синът му Сергей Мишин.
На 22 март 2023 г. бившите депутати от Партията на социалистите в Република Молдова – Александър Нестеровски, Ирина Лозован, Василе Болеа и Александър Суходолски се присъединяват към партията. Болеа декларира, че партията насърчава ценностите на източноправославното християнство, традиционализма, молдовския национализъм и че партията иска да стане най-голямата лява сила в Молдова. Също така, партията иска руският език да стане един от държавните езици на Молдова. От около това време се смята за сателит на забранената по-късно партия „Шор“.